# South Pointe Park
El South Pointe Park, conocido localmente como South Pointe, es un parque urbano de 7 hectáreas de superficie situado en el condado de Miami-Dade, en el barrio de South Beach de Miami Beach (Florida, Estados Unidos).

## Historia
En 1979, el Gobierno federal donó este terreno al Ayuntamiento de Miami Beach, que lo usó para albergar caballerizas de la policía, una unidad de inteligencia policial y a los prácticos del Puerto de Miami, hasta que en 1984 todos los edificios que quedaban en el terreno fueron demolidos para iniciar su transformación en un parque. El Gobierno federal pagó la mitad de los costes de su construcción.
Inaugurado el 25 de octubre de 1985, fue en el decimonoveno parque público de Miami Beach, construido con un coste de 3.6 millones de dólares de 1984. Entre sus atracciones iniciales contaba con un anfiteatro, dos torres de observación de madera, pabellones de pícnic, áreas para realizar ejercicio y un paseo marítimo de 159 metros de longitud construido con planchas de madera sobre la última duna de arena natural de Miami Beach. Durante su diseño, las autoridades de la ciudad estaban preocupadas por la posibilidad de que se convirtiera en hogar de vagabundos, y para evitarlo decidieron que en el parque se celebrarían frecuentemente festivales y otros eventos. El parque formaba parte de un plan más amplio para renovar la zona deteriorada de South Pointe en la década de 1980.
La renovación del parque fue contemplada inicialmente en el plan urbanístico de la ciudad de 1995, pero no fue hasta 2008 cuando fue sometido a un importante programa de renovación. El estudio neoyorquino Hargreaves Associates fue contratado para rediseñar el parque. La renovación se completó veinte meses más tarde, en torno a marzo de 2009, con un coste de 22.5 millones de dólares. En esta renovación se añadieron pasarelas de 6 metros de anchura revestidas con caliza de la Florida y una zona de juegos para niños con temática oceánica.

## Instalaciones
El parque ofrece varias atracciones, incluido un restaurante, una concesión de yogur helado, una zona de juegos para niños, un área para perros y duchas al aire libre. South Pointe es el punto más meridional de South Beach, bordeando el Government Cut al sur y el Puerto de Miami al oeste-noroeste. La zona ofrece vistas panorámicas de la bahía Vizcaína, Fisher Island, Downtown Miami y el océano Atlántico.